# Groot-Ammers

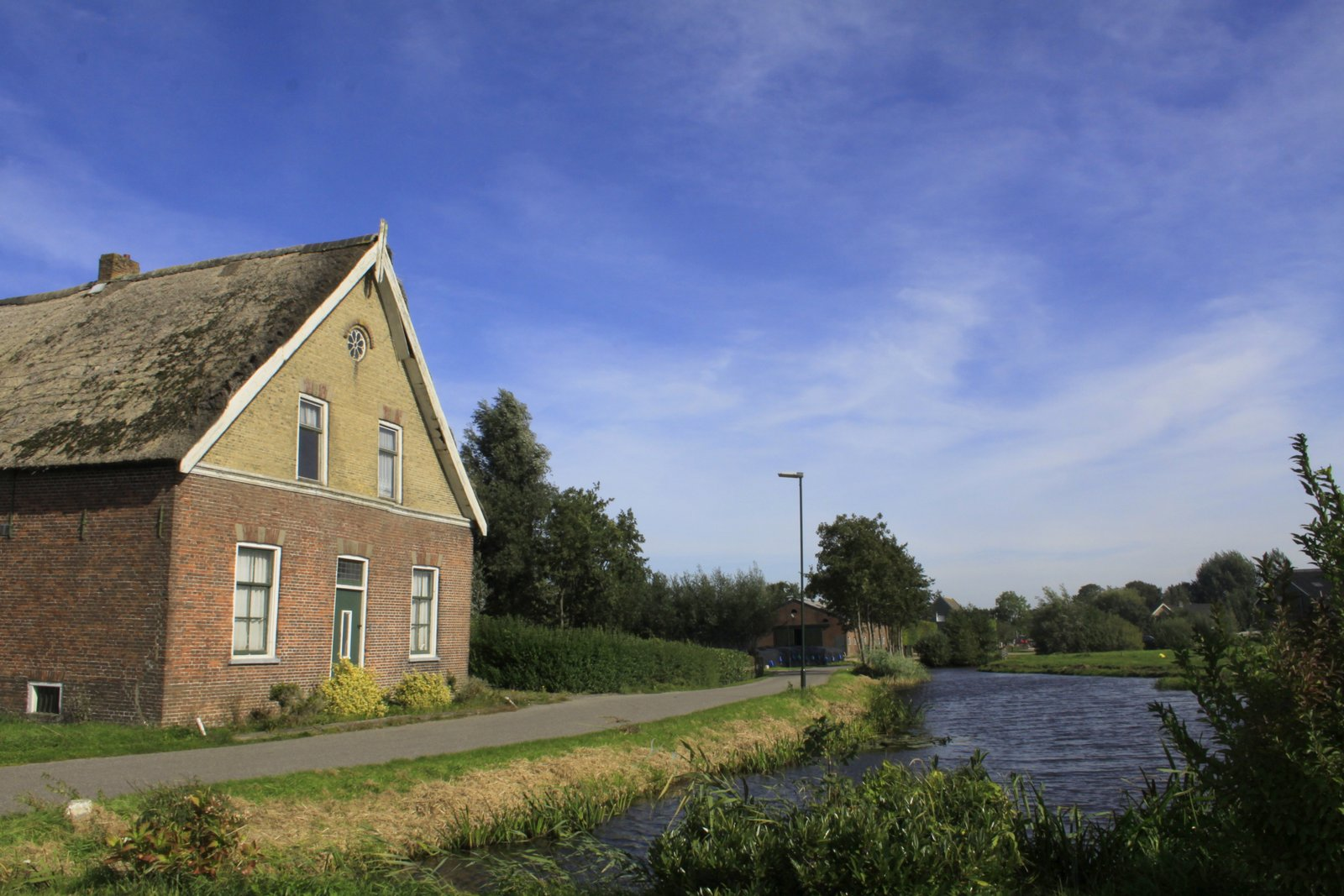
Fattoria lungo il fiume Lek a Groot-Ammers

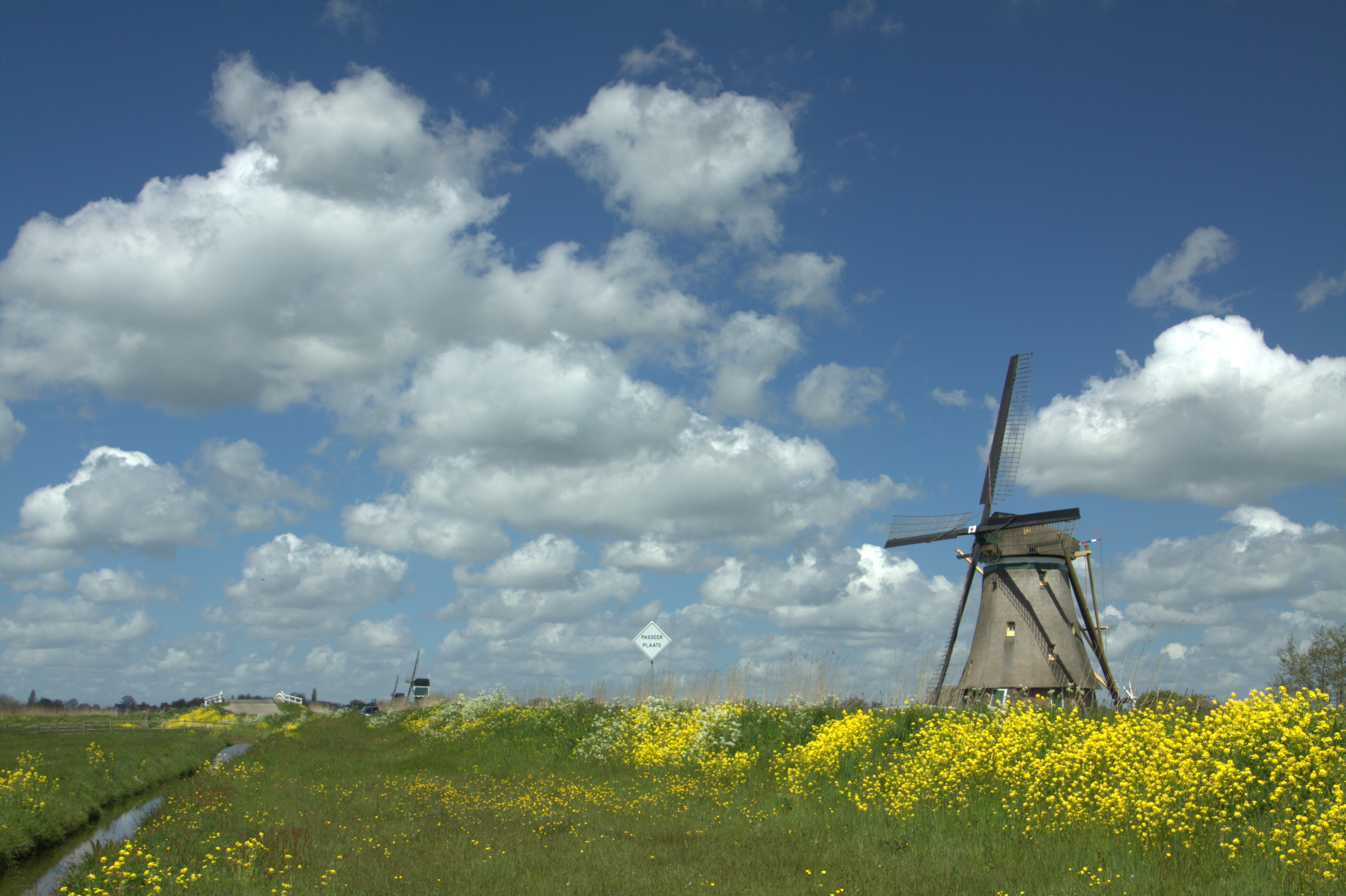
Mulini a vento a Groot-Ammers

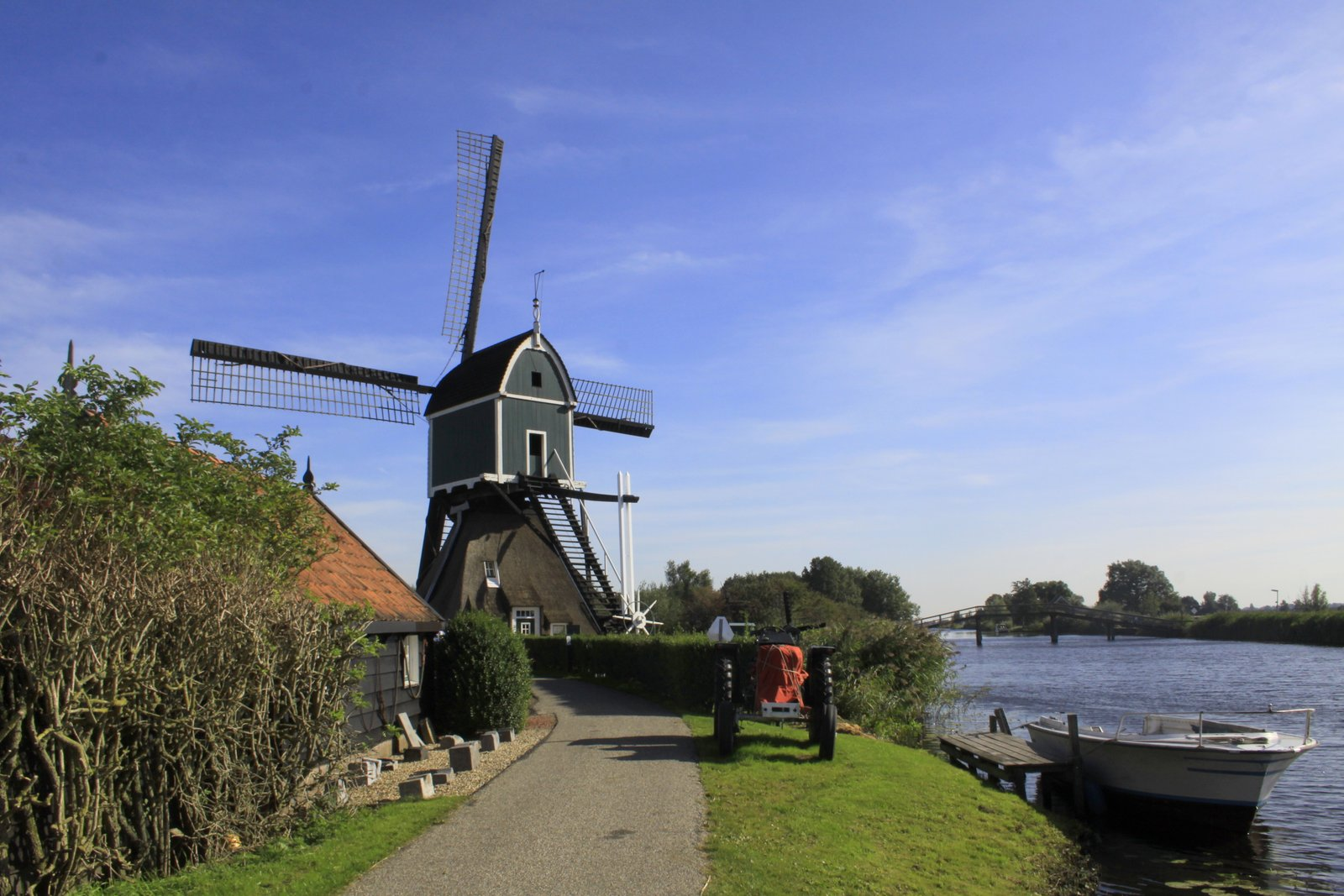
Groot-Ammers: il mulino di Achterland

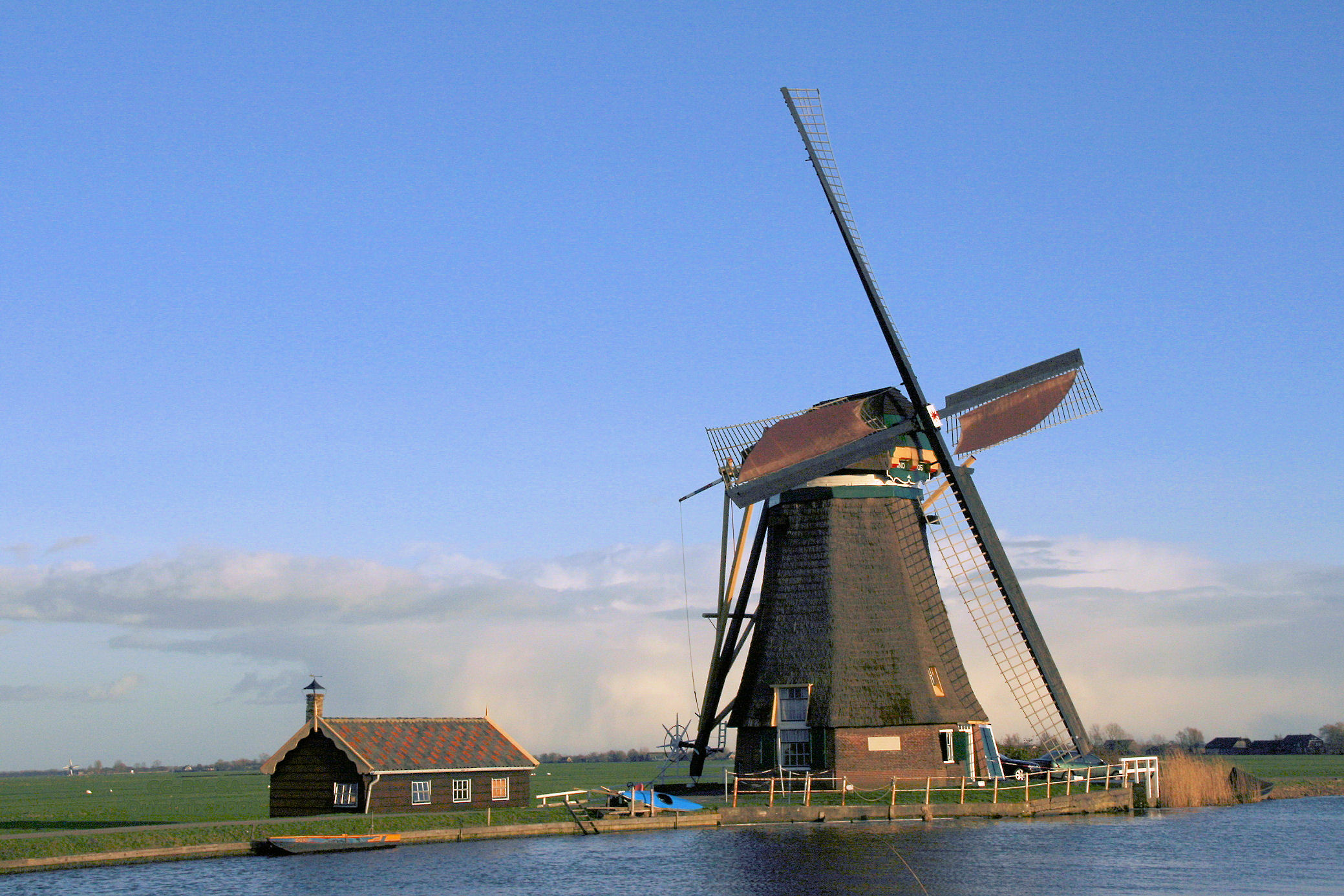
Groot-Ammers: l'Achtkante Molen

Groot-Ammers è un villaggio (dorp) di circa 4200-4300 abitanti del sud-ovest dei Paesi Bassi, facente parte della provincia della Olanda Meridionale (Zuid-Holland) e situato lungo il corso del fiume Lek, nella regione dell'Alblasserwaard. Dal punto di vista amministrativo, si tratta di un ex-comune, dal 1986 accorpato alla municipalità di Liesveld (di cui era il capoluogo), comune a sua volta inglobato nel 2013 nella municipalità di Molenwaard, che dal 2019 è andato a far parte della nuova municipalità di Molenlanden., mentre anticamente era una signoria.

## Geografia fisica
Groot-Ammers si estende lungo la sponda meridionale del fiume Lek, a nord/nord-est dei villaggi di Noordeloos e Goudriaan e a nord del villaggio di Ottoland.
Il territorio di Groot-Ammers occupa una superficie di 1565 ettari, di cui 104 sono costituiti da acqua.

## Origini del nome
Il toponimo Ammers, attestato in questa forma nel 1233 e anticamente come Ambers, deriva forse dal nome di un corso d'acqua. Al toponimo è stato aggiunto l'aggettivo groot, cioè "grande", per distinguere la località dalla vicina Ammerstol, situata sull'altra sponda del fiume Lek.

## Storia

### Dalle origini ai giorni nostri
Il villaggio sorse sul polder di Gelkenes, che fu creato probabilmente prima del 1200.

### Simboli
Lo stemma di Groot-Ammers è costituito da una stella nera a sette punte su sfondo giallo. Deriva probabilmente dallo stemma della famiglia Van Cralingen.

## Monumenti e luoghi d'interesse
Groot-Ammers vanta 12 edifici classificati come rijksmonumenten e un edificio classificato come gemeentelijk monument.

### Architetture religiose

#### Hervormde Kerk
Principale edificio religioso di Groot-Ammers è la Hervormde Kerk ("chiesa protestante"), situata al nr. 8 della Kerkstraat e realizzata nel 1857, ma che presenta un campanile del XV secolo.

### Architetture civili

#### Castello di Gelkenes
Altro punto d'interesse è rappresentato dalle rovine del castello di Gelkenes (Kasteel Gelkenes), risalente al XVI o al XVII secolo.

#### Mulini a vento
A Groot-Ammers si trovano inoltre i seguenti mulini a vento:
- Mulino di Achterland (Achterlandse Molen; risalente almeno al 1596), nella buurtschap di Achterland[2][8][9]
- Mulino di Graafland (Graaflandse Molen; risalente almeno al 1596), nella buurtschap di Graafland[2][10]
- Gelkenesmolen (risalente almeno al 1596), nella buurtschap di Graafland[2][11][12]
- De Jonge Sophia (risalente al 1733)[2][13][14]
- Achtkante Molen  (risalente al 1805), nella buurtschap di Achterland[2][15][16]

## Società

### Evoluzione demografica
Al censimento del 2019, Groot-Ammers contava una popolazione pari a 1 775 abitanti.
La popolazione al di sotto dei 16 anni era pari a 890 unità, mentre la popolazione dai 65 anni in su era pari a 780 unità.
La località ha conosciuto un progressivo incremento demografico a partire dal 2014, quando contava una popolazione pari a 4 113 unità.

## Geografia antropica

### Suddivisioni amministrative
Buurtschappen
- Achterland
- Gelkenes
- Graafland
- Liesveld